# Bingo Hell
Bingo Hell ist ein US-amerikanischer Horrorthriller der Regisseurin Gigi Saul Guerrero, der am 1. Oktober 2021 auf Prime Video veröffentlicht wurde. In den Hauptrollen sind Adriana Barraza, L. Scott Caldwell und Richard Brake zu sehen.

## Handlung
Die Kleinstadt Oak Springs erlebt einen demografischen Wandel und wird immer mehr durch eine junge „Hipster-Kultur“ geprägt, während ältere Menschen ihre Häuser sowie Geschäfte verkaufen und wegziehen. Auch Mario, den Besitzer des örtlichen Gemeindezentrums, zieht es in eine größere Stadt. Nachdem er seine Einrichtung teuer verkauft hat, verfällt er durch das viele Geld in eine Trance, im Zuge derer er zig Bingokugeln verspeist und schließlich daran stirbt. Sein Verschwinden wird schon bald darauf von der Rentnerin Lupita bemerkt, die gemeinsam mit ihrer Freundin Dolores Bingoabende im Gemeindezentrum organisiert und sich für den Erhalt der örtlichen Kultur einsetzt.
Am nächsten Morgen stellt Lupita zu ihrem Missfallen fest, dass in der gesamten Stadt Werbeflyer für eine Neueröffnung der Bingohalle aufgehängt wurden. Innerhalb einer Nacht wurde diese modernisiert und mit grellen Leuchttafeln versehen. Der neue Besitzer Mr. Big verspricht den Einwohnern hohe Gewinne, mit denen sie sich ihre persönlichen Träume erfüllen könnten. So wird bereits am ersten Abend ein Gewinn in Höhe von 10.000 US-Dollar an Raquel, die finanziell von Dolores abhängige Schwiegertochter, ausgeschüttet. Nachdem sie noch in der Nacht ihre Sachen packt und ihren kriminellen Sohn Caleb bei seiner Großmutter Dolores zurücklässt, verfällt auch Raquel in einem Motel dem Geld und bringt sich schließlich selbst um. Als etwas Ähnliches auch mit dem Mechaniker Clarence geschieht und Lupita bei ihren Nachforschungen die Leiche von Mario entdeckt, entschließt sich die Seniorin, sich gegen die neue Bingohalle und dessen Betreiber zur Wehr zu setzen.
Die von Lupita erhoffte Unterstützung von Freunden und Bekannten bleibt allerdings aus. Nicht nur die Friseurin Yolanda und Clarence’ Mitarbeiter Morris verfallen der Gier nach hohen Gewinnen, auch Dolores möchte sich lieber um ihren Enkel kümmern. So kommt es, dass Lupita allein mit einer Schrotflinte bewaffnet die abendliche Bingoveranstaltung bei Mr. Big aufsucht. Als der hinterhältige Besitzer Lupita überwältigen kann, wird er von Caleb angeschossen, der eigentlich das Preisgeld stehlen wollte. Dadurch erwachen die Einwohner Oak Springs’ aus ihrer Trance und stellen sich gegen Mr. Big. Caleb entflammt das Geld und entzündet so die gesamte Bingohalle, in der Mr. Big von den Einwohnern zurückgelassen wird. Im Anschluss erkennen Lupita, Dolores, Yolanda, Caleb und Morris, dass Oak Springs nie ein Ort, sondern die Gemeinschaft war, und denken offen über einen Umzug nach.

## Produktion
Im Zuge der Kollaboration zwischen Blumhouse Television und den Amazon Studios wurden im Oktober 2020 die letzten vier Filme der achtteiligen Welcome-to-the-Blumhouse-Anthologiereihe für das Jahr 2021 angekündigt. Unter den Filmen, die sich allesamt um institutionellen Horror und persönliche Phobien drehen sollten, befand sich auch Bingo Hell, damals noch unter dem Titel Bingo aufgeführt. Als Regisseurin sollte die Mexikanerin Gigi Saul Guerrero fungieren, die gemeinsam mit Shane McKenzie und Perry Blackshear auch das Drehbuch schrieb. Als Executive Producer waren Jason Blum, Jeremy Gold, Marci Wiseman und Raynor Shima tätig. Im März 2021 schlossen sich Adriana Barraza, Joshua Caleb Johnson, L. Scott Caldwell, Richard Brake, Bertila Damas, Kelly Murtagh, Clayton Landey, Grover Coulson, Jonathan Medina und David Jensen der Besetzung an.
Guerrero konzipierte den Film nach eigenen Erlebnissen aus ihrer Kindheit. Zwar wuchs sie in der Großstadt Mexiko-Stadt auf, machte aber schon früh Erfahrungen mit umliegenden Gemeinden, in denen man schätze, was man habe, und nicht immer nach größeren Dingen strebe. So entstanden auch zwei für Guerrero wesentliche Thematiken des Filmes: Gentrifizierung und Gier. Die Hauptfigur Lupita entwarf sie nach einer Interpretation ihrer eigenen Großmutter, der der Film auch gewidmet ist. Das Drehbuch wurde schließlich während der COVID-19-Pandemie geschrieben, weshalb Guerrero und McKenzie einen dazu im Kontrast stehenden in Teilen auch lustigen und unbeschwerten Film kreieren wollten. Die Dreharbeiten mit Kameramann Byron Werner begannen am 1. Februar 2021 in Los Angeles und wurden vom 11. Februar bis zum 10. März 2021 in New Orleans fortgesetzt. Das Budget lag bei unter 10 Millionen US-Dollar.
Erstes Bildmaterial zu Bingo Hell wurde am 24. August 2021 veröffentlicht; ein Trailer samt Filmposter folgte am 20. September. Der Film feierte am 24. September 2021 auf dem Fantastic Fest seine Weltpremiere. Am 1. Oktober 2021 wurde er gemeinsam mit Black as Night bei Prime Video veröffentlicht; die Filme Madres – Der Fluch und The Manor folgten eine Woche später.

## Synchronisation
Die deutschsprachige Synchronisation entstand nach einem Dialogbuch von Michael Nowka und unter der Dialogregie von Kai Taschner im Auftrag von SPEEECH Audiolingual Labs.
| Rolle    | Darsteller           | Synchronsprecher        |
| -------- | -------------------- | ----------------------- |
| Lupita   | Adriana Barraza      | Bettina Redlich         |
| Dolores  | L. Scott Caldwell    | Dagmar Dempe            |
| Mr. Big  | Richard Brake        | Jacques Breuer          |
| Yolanda  | Bertila Damas        | Kathrin Simon           |
| Caleb    | Joshua Caleb Johnson | Tobias John von Freyend |
| Raquel   | Kelly Murtagh        | Ilena Gwisdalla         |
| Morris   | Clayton Landey       | Thomas Rauscher         |
| Clarence | Grover Coulson       | Holger Schwiers         |
| Eric     | Jonathan Medina      | Jochen Paletschek       |
| Mario    | David Jensen         | Kai Taschner            |

## Kritiken
Bingo Hell wurde von Kritikern mehrheitlich gemischt aufgenommen. So fielen 57 % der bei Rotten Tomatoes gelisteten Filmkritiken positiv aus, während der Film bei Metacritic einen Metascore von 51 von 100 möglichen Punkten erreichen konnte.
Jeannette Catsoulis von der New York Times attestierte Bingo Hell einen schlauen, warmherzigen und metaphorischen Blick auf Hauseigentümer, die für das vermeintlich große Geld ihre Heimat und Freunde zurücklassen würden. Dabei beweise Regisseurin Gigi Saul Guerrero eine gesellschaftspolitische Sensibilität, sich für die Unterdrückten einzusetzen und Marginalisierte zu den Helden der Geschichte zu machen. Auch wenn der Film im letzten Drittel deutlich nachlasse und teilweise sehr humorvolle Töne anschlage, werde nie die Ernsthaftigkeit von Themen wie Gentrifizierung vergessen. Positiv hebt Catsoulis vor allem die musikalische Untermalung, die gelungenen Spezialeffekte und die Kameraarbeit von Byron Werner hervor, bei der bodennahe Aufnahmen der Szenerie eine gruselige Surrealität verleihen.
Zu einem gemischten Urteil kommt Phil Hoad vom Guardian, für den Bingo Hell eine „strikte, eintönige Kritik an der amerikanischen Vergötterung des materiellen Besitzes in der Horror-Satire-Tradition von Twilight Zone“ sei. Zwar wirke der Film im letzten Drittel sehr geschwollen, doch die streitsüchtigen Grimassen und haarsträubenden Erwiderungen der Hauptdarstellerin Adriana Barraza seien ein reines Vergnügen.
Ähnliches sieht es Clarisse Loughrey von The Independent, für die die zentrale Prämisse nicht besonders spannend sei. Dennoch gebe es genug Wärme im Film, um den ein oder anderen schlechten Effekt oder schwache Schauspielleistung zu überdecken. Ästhetisch erinnere Bingo Hell stark an die ältere Horrorserie Geschichten aus der Gruft, während thematisch das klassische Konstrukt des Teufelspaktes in eine vertraute moderne Realität übertragen werde. So sei die im Film gezeigte Gier nach Geld eine Metapher dafür, der Hoffnungslosigkeit der Kleinstadt Oak Springs zu entkommen. Loughrey zieht als Fazit, man könne die Schwächen des Filmes gegenüber den Ambitionen der Regisseurin vergeben.
Überwiegend negativ steht Dennis Harvey von Variety dem Film gegenüber. Für ihn erinnere die Prämisse von Bingo Hell stark an Die Straße des Bösen, enthalte allerdings deutlich mehr Comedy- und Horrorelemente. Der Film beginne als sehr bissiger Kommentar zur Gentrifizierung, werde hinten raus allerdings unterentwickelt und unausgegoren. Die schauspielerischen Leistungen seien für Harvey durchweg solide, würden jedoch durch das schrille Setting geschmälert werden. So könne auch der von Richard Brake verkörperte Gegenspieler Mr. Big kaum Spannung erzeugen, da er zu karikaturesk wirke und kaum Hintergrundgeschichte oder Tiefe habe. Ebenso seien auch andere Horrorszenen nicht wirklich gruselig, enthielten zu viele Schnitte und seien schon gar nicht logisch erklärbar. Insgesamt wolle der Film mit stilistischen Mittel überzeugen, vernachlässige dabei allerdings die eigentliche Geschichte. Bingo Hell habe wenige thematische wie erzählerische Ideen und führe schließlich zu einer uninspirierten Botschaft am Ende.